# Still Love
Still Love is een nummer van de Nederlandse singer-songwriter Jack Jarryd uit 2024.

## Achtergrondinformatie
"Still Love" gaat over twee voormalige geliefden die terugkijken op hun jeugdrelatie en is een ode aan hen die vechten voor de liefde. Jarryd bezingt de emotie van jonge liefde en de complexiteit van relaties die uit elkaar vallen. Hij brengt een boodschap over de veerkracht van liefde, die ook moeilijke tijden weet te doorstaan.
Het nummer werd al snel een radiohit in Nederland en NPO Radio 2 riep de plaat uit tot TopSong. Ook werd het Smulschijf bij Tim Klijn op Radio 538. Desondanks viel de plaat buiten de Nederlandse Top 40 of Tipparade, wel bereikte het de 33e positie in de Nationale Airplay Top 50. In de Verrukkelijke 15 van NPO Radio 2 bereikte het de nummer 1-positie, en in De Verlanglijst van NPO 3FM werd de 3e positie gehaald.

## Tracklijst
Muziekdownload
1. "Still Love" - 2:37